# Bradysia johannseni
Bradysia johannseni är en tvåvingeart som först beskrevs av Günther Enderlein 1912.  Bradysia johannseni ingår i släktet Bradysia och familjen sorgmyggor. Inga underarter finns listade i Catalogue of Life.